# Еркеленц
Еркеленц (њем. Erkelenz) град је у њемачкој савезној држави Северна Рајна-Вестфалија. Посједује регионалну шифру (AGS) 5370004, NUTS (DEA29) и LOCODE (DE ERK) код.

## Географски и демографски подаци
Град се налази на надморској висини од 92 метра. Површина општине износи 117,4 km². У самом граду је, према процјени из 2010. године, живјело 44.583 становника. Просјечна густина становништва износи 380 становника/km².

## Међународна сарадња
| Мјесто | Држава    | Врста сарадње | Од    |
| ------ | --------- | ------------- | ----- |
|        | Француска | партнерство   | 1974. |
| Извор  |           |               |       |